# Nurmi

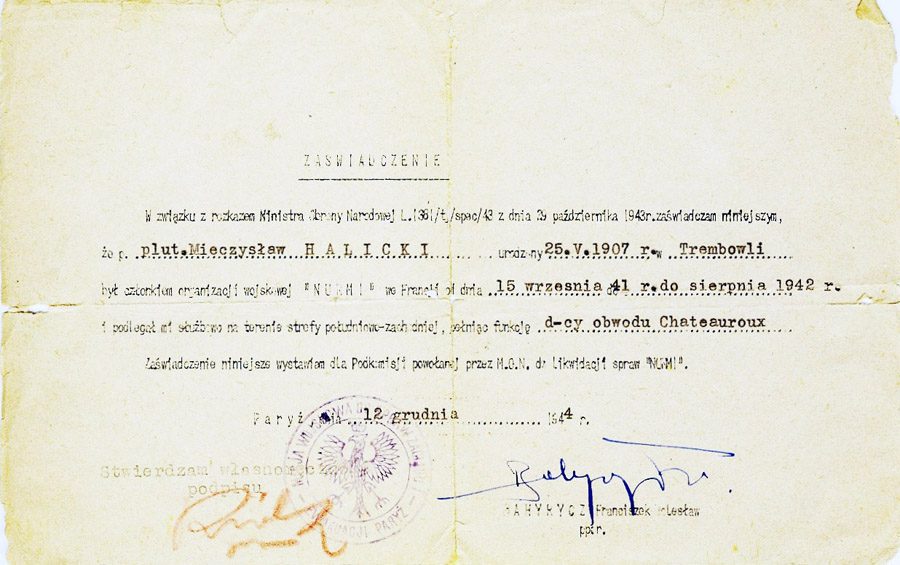
Zaświadczenie ds. Nurmi wystawione po wyzwoleniu Francji

Nurmi – polska organizacja ruchu oporu działająca w południowej Francji, w okresie od września 1941 roku do połowy 1942 roku, zorganizowana przez por. Teodora Dzierzgowskiego. Siatka dywersyjno-szpiegowska była podległa wywiadowi brytyjskiemu a jej głównym celem była głównie działalność wywiadowcza oraz organizowanie punktów odbioru zrzutów. Nurmi została rozbita przez francuską policję w połowie 1942 roku, przy czym znaczna część jej członków została aresztowana.
Liczbę członków organizacji szacuje się na 87 osób.